# Pierre Castel
Pour l’article homonyme, voir Castel.
Pierre Jesus Sebastian Castel, né le 17 octobre 1926 à Berson (Gironde), est un entrepreneur, homme d'affaires et milliardaire français. Il est le président-fondateur du Groupe Castel, une société de boissons (brasseries, vins et spiritueux) française.
La fortune de sa famille est estimée à 13,5 milliards d'euros en 2020.

## Famille et jeunesse
Jesus Sebastian Castel, (Pierre étant son nom d’usage), est le fils de parents immigrés espagnols arrivés en France au début de la Première Guerre mondiale, pour s’installer dans la région de Bordeaux. Sans le sou et fuyant la misère, Santiago Castel, son père, arrive en France en 1914.
Il est le sixième d'une fratrie composée de neuf enfants, quatre frères et cinq sœurs.
Pierre Castel évolue dès son plus jeune âge dans le monde de la vigne où son père travaille comme ouvrier agricole au château Roc de Cambes, dans les Côtes-de-Bourg. La paie du père ne permet de louer qu'une petite maison d'une seule pièce sur un sol en terre battue. Quelques années plus tard, Santiago Castel ouvre un petit commerce de vin au détail à Bordeaux.
À l'âge de 12 ans, Pierre Castel délaisse les bancs de l'école pour se consacrer au travail de la vigne et aider son père.
Sa carrière commence à 18 ans quand il a l'idée de vendre du vin en vrac à bas prix, ce qui réussit. Il deviendra rapidement le premier négociant au monde de vin rouge français.
Il est le pilier d'une famille décimée par le temps. Les frères aînés de Pierre sont tous décédés, mais ont laissé chacun à leur façon leurs empreintes dans le groupe. Marcel s'est occupé de l'achat des premiers châteaux, Angel des cuveries et Jean des techniques d'embouteillage. Deux sœurs de Pierre Castel exercent encore des activités dans le groupe : Christiane gère le Château d'Arcins et Pierrette le Château Hourtou. Marie, qui s'occupait d'une clinique à Bordeaux, un temps possédée par le groupe, a pris sa retraite. Pilar, l'aînée, tout comme Madeleine, célibataire, sont décédées.
La deuxième génération est en place avec, les enfants d'Angel qui s'occupent de la filière vin et, ceux de Pilar, de la filière bière. Une troisième génération, celle des petits-neveux de Pierre Castel, pointe déjà, occupant des postes à la direction qualité, aux châteaux et domaines, à la communication. Soit au total, une quinzaine de personnes de la famille Castel qui travaillent dans le groupe,.

## Carrière
Au sortir de la seconde Guerre mondiale, Pierre et ses frères ne sont que de simples barricailleurs ; ces « dockers du vin » qui roulaient les barriques sur les quais de Bordeaux. Bourreau de travail, le jeune Pierre dort dans son chai pour surveiller ses barriques.
En 1946, des viticulteurs confient à Pierre 600 fûts et 25 000 dames-jeannes. Il a vingt ans et part pour le Cameroun. Quelques semaines plus tard, tout est vendu par des partenaires tels Victor Fotso, Kadji Defosso, etc.
Petit à petit, les frères Castel s'immiscent dans le juteux trafic de vrac de gros rouge vers les colonies d’Afrique de l'Ouest,.
Désireux de sortir de leurs conditions de vie modestes, Pierre, ses trois frères aînés (Marcel, Jean et Angel), ainsi que leurs sœurs, cofondent une petite affaire de négoce de vin, qu'ils dénomment Castel frères sur les quais du quartier des Chartrons à Bordeaux en 1949. Ils expédient leurs marchandises en Afrique francophone, puis prennent la décision, à l’origine de leurs extraordinaires futurs bénéfices, d'embouteiller leur vin de table (pinard) dans les capitales africaines (Dakar, Abidjan, Libreville…).
En France, le symbole de cette époque révolue où l’ouvrier emportait le vin dans sa musette, est la marque Castelvin.
Les années 1960 permettent au groupe Castel de s’imposer face à ses concurrents les plus faibles, grâce aux vins d’Algérie bon marché et des frais généraux les plus bas possibles. La chute progressive de la consommation du gros rouge met à genoux les plus importants négociants de la place. Castel en profite pour racheter tout ce qui est à vendre.
Le marché de Castel Frères, est le vin de marque de distributeur, des vins de supermarché. Des marques parmi les plus vendues comme Vieux Papes, La Villageoise, Baron de Lestac (anagramme de Castel) sont créées. Pour asseoir son hégémonie sur les terroirs, il rachète ses concurrents Roche Mazet (Languedoc), Kriter (Bourgogne), les Ormes de Cambras, Listel (Provence), Malesan (création de Bernard Magrez) ou Sidi Brahim. Il réduit les effectifs, nettoie les bilans, grâce auxquels il fait tourner ses centres d’embouteillage[réf. nécessaire].
Profitant de l'essor des supermarchés, qui depuis l'après-guerre ont besoin d'être approvisionnés en gros volumes, il devient à la fin des années 1970 une distribution de vin de table[pas clair].
Il quitte la France pour la Suisse en 1981 après l'élection de François Mitterrand. 
Au début des années 1990, le rachat de la chaîne de cavistes Nicolas, lui permet non seulement d'écouler ses propres produits, mais aussi d'avoir une image de marque un peu plus prestigieuse que celle des vins de supermarchés.
Castel deviendra le premier embouteilleur de France dans les années 1990 avec l'eau minérale. Avec des marques comme Cristaline, la boisson la plus vendue de France, ou St-Yorre[réf. nécessaire]. Après plus de 20 ans, il se sépare de ces marques d'eaux minérales.
Afin d'installer durablement sa famille au sein du terroir bordelais, mais également d'augmenter ses marges, il opère un virage qualitatif en acquérant des vignes comme Beychevelle (un grand cru classé de Saint-Julien) ou Montlabert (Saint-Emilion).
En 2017, le groupe Castel rachète encore la maison Listel France, numéro un du vin rosé du sud de la France, par transaction privée[réf. nécessaire].
En octobre 2021, son nom est cité dans les Pandora Papers.

## Organisation internationale
Selon le magazine Forbes, les avoirs de Pierre Castel et de sa famille s'élèveraient à une valeur nette de 14,6 milliards de dollars (12 milliards d'euros) en février 2019, ce qui en ferait une des 10 plus grandes fortunes de France.
Pierre Castel est le PDG et président de Patriarche. Il est également président de Cassiopée Limited, la holding du groupe, hébergée à Gibraltar, qui occupe désormais une place prépondérante dans le secteur mondial des boissons. Il est le fondateur et le président de Castel-Frères, qui a des ramifications dans le secteur des vins et spiritueux. Il est impliqué dans l'industrie des boissons et se spécialise dans la brasserie, les établissements vinicoles et les boissons gazeuses depuis plus de 60 ans.
Les Brasseries et glacières internationales (BGI) et Castel Frères sont, deux grandes entités qui constituent le groupe Castel. La première gère les activités africaines, et la seconde s’occupe du vin.
Les entreprises « historiques », le vignoble et les anciennes brasseries des (BGI), sont domiciliées en France, mais la plupart des acquisitions africaines — soit plus de 80 % des actifs en valeur — sont logées dans les paradis fiscaux du Luxembourg, Gibraltar, Malte, Suisse ou à l’île Maurice. Cela ne l’empêche pas d’entretenir les meilleures relations avec les autorités françaises dès qu’il s’agit de « diplomatie économique »[réf. nécessaire].
Alain Castel et ses deux frères, Philippe et Jean-Bernard, tous les trois, fils d’Angel, une autre sœur de Pierre, dirigent Castel Frères, la branche vin du consortium. Alain en est le directeur général. Depuis le siège de Blanquefort, il gère quelque 1 400 ha de vignobles, 8 centres de vinification, 22 châteaux et travaille étroitement avec Eudes Morgan, DG de la chaîne Nicolas soit quelque 450 magasins.
Près de 200 sociétés réparties sur différents continents, constituent la galaxie Castel, parmi lesquelles, Brasseries internationales Holding dont SABMiller possède 20 % des parts.
Castel et sa famille sont classés à la 125e place sur la liste Forbes des milliardaires de la planète et au 8e rang des fortunes de France,. Elle était de 12,5 milliards d'euros en 2018, et 13,5 milliards d'euros en 2020.

## En Afrique
Sur le continent africain, Castel occupe la deuxième place des producteurs de bière et de boissons gazeuses. Il y réalise plus de 4,5 milliards d'euros de son chiffre d’affaires et y tire l’essentiel de ses bénéfices (95 %). Il est présent dans 23 pays du continent en situation de quasi-monopole, La rentabilité de ses affaires africaines lui permet de financer sa boulimie d’acquisitions viticoles dans l’Hexagone.
Les 900 millions de bénéfices après impôt en 2016 et une marge nette de 13,3 % — et jusqu’à 1 milliard d’euros et 17,6 % de marge en 2014 —, des comptes consolidés de l'empire brassicole africain des Castel dénotent une rentabilité insolente, que lui envieraient bien des dirigeants du CAC 40. Cette machine à cash, ces flux de trésorerie importants couvrent les investissements nécessaires au développement de l’outil industriel et permettent des acquisitions sans avoir recours à l’endettement ni à l'ouverture du capital.
C'est au lendemain de la seconde guerre mondiale que Pierre Castel débarque en Afrique pour y écouler via le négoce de gros du surplus de dames-jeannes de rouge bordelais. Castel Frères s'installe dans le négoce viticole à côté des comptoirs coloniaux et s’impose très vite sur ce marché en y installant des centres d’embouteillage.

« ...Ce que j'ai acheté en France, je l'ai eu grâce à l'Afrique. Nous sommes un groupe africain car ce continent représente 90 % de notre activité. Et sur nos 28.000 salariés, il n'y a que 150 expatriés. J'y suis allé alors que personne n'y croyait et j'ai misé sur la bière qui se vend bien, avec des marques nationales fortes. Je m'en suis bien sorti. »

— 
En 1967, Pierre Castel rencontre le jeune Albert-Bernard Bongo qui l'introduit auprès du président Léon Mba. Ensemble, ils décident de créer la Société des brasseries du Gabon (Sobraga), afin ne plus dépendre du Cameroun voisin. C'est la première pierre de l’empire de Castel. Ce tournant coïncide avec la naissance de la solide amitié entre l’homme d’affaires et celui qui deviendra, plus tard, président gabonais et parrain de la « Françafrique ». Il reprendra cette méthode redoutable qui est de négocier directement avec le pouvoir en place de l’implantation de brasseries en Afrique de l’Ouest. Un système efficace qui permet d'éliminer la concurrence, aussi bien les Libanais, que les Chinois, et même les trafiquants. Avec la bénédiction des familles se succédant à la tête des pays[réf. nécessaire].
Le territoire gabonais étant devenu étroit pour satisfaire ses ambitions, Castel investit dans la Société des brasseries de Kinshasa (actuelle République démocratique du Congo, RDC) et prend pied en Centrafrique et au Mali.
En janvier 1990, avec l’aide de la banque Worms, le groupe s’empare des Brasseries et glacières internationales (BGI), héritière de la vieille maison coloniale, les Brasseries et glacières d’Indochine. En situation de quasi-monopole de la production de bière, de glace et de boissons gazeuses dans les possessions françaises indochinoises, elle se lance en Afrique en 1948 et change de nom, sans changer de sigle, quelques années plus tard.
La taille du groupe a alors été multipliée par six, permettant d'acquérir des positions dominantes que le groupe défend depuis[réf. nécessaire].
Avec cette opération, les brasseries du Cameroun (SABC), du Sénégal (Société des brasseries de l'Ouest africain, Soboa), de Côte d'Ivoire (Société de limonaderies et brasseries d’Afrique, Bracodi, qui sera fusionnée quelques années plus tard avec la SOLIBRA), du Burkina Faso (Brakina), du Niger (Société des brasseries et boissons gazeuses du Niger, Braniger) et de Mauritanie (Soboma, revendue en 1993) tombent dans l’escarcelle de Castel, qui les restructure en taillant très sévèrement dans les emplois.
S'ensuit une course effrénée à la croissance externe, au gré des occasions de rachat ou des privatisations, au. Bénin, Algérie, Maroc, Guinée, Madagascar, RDC, etc.
Les marques de bière du groupe sont Castel, 33 Export, Flag.
L’une des raisons de sa réussite consiste à dépasser le pré carré francophone traditionnel en s’implantant sur les marchés les plus porteurs en taille et en dynamisme, comme l’Angola, l’Éthiopie ou le Nigeria.
Les boissons manufacturées (bières, boissons gazeuses...) sont très rentables en Afrique, car elles se consomment dans les lieux de convivialité (maquis en Côte d'Ivoire, « nganda » au Congo) et continuent à être produites même en temps de guerre.
L’homme de Pierre Castel en Afrique centrale est Michel Palu, l’un des plus proches neveux du patron, le fils de Pilar, la défunte sœur aînée de Pierre. Michel Palu s’appuie sur ses deux gendres : Fabrice Bonatti, patron de la Société des brasseries du Gabon (Sobraga), influent dans toute la région, et Guillaume Sarra, actuel directeur général adjoint des Brasseries du Cameroun – dont Michel préside le conseil d’administration.
En Afrique de l’Ouest, c'est Jean-Claude Palu, le second fils de Pilar qui est à la manœuvre. Il occupe notamment les postes de PDG de la Société des brasseries de l’Ouest africain (Soboa) au Sénégal et de la Solibra en Côte d’Ivoire.
Le journaliste Antoine Glaser affirme qu'avec Martin Bouygues et Vincent Bolloré, Pierre Castel forment le « trio des condottieri », du nom de ces puissants aventuriers italiens du Moyen Âge qui mettaient leur art de la guerre au service des princes. En effet, implantés en Afrique, les trois hommes « gèrent en direct leurs relations politiques avec les élites locales » et savent s’adjoindre les services d’hommes d’influence (Jean-Pierre Cantegrit, François de Grossouvre).
Depuis une quarantaine d'années, Pierre Castel sillonne les arcanes du pouvoir et les débits de boissons du continent africain. Son réseau lui a permis d'avoir le monopole sur bon nombre de marchés où la poignée de main l'emporte sur les contrats signés.
Pour Pierre Castel, « l'enthousiasme actuel des investisseurs pour le continent africain est illusoire. La croissance démographique est certes forte, mais sans les revenus pour la soutenir. Le potentiel est réel, mais les dirigeants doivent beaucoup plus investir dans l'agriculture et l'habitat, qui ont été délaissés ».« Les Chinois arrivent à conquérir des marchés grâce à des prix bas, des capacités de financements et des pots de vin distribués aux gouvernants. Et pour réaliser leurs travaux, ils utilisent une main-d'œuvre chinoise et non locale. Les Africains n'en profitent pas ».

## Affaires judiciaires

### Condamnations pour fraudes fiscales
En octobre 2022, le média suisse Gotham City révèle que l'administration fiscale genevoise réclame 410 millions de francs à Pierre Castel pour évasion fiscale. Résident du canton de Genève de 1990 à 2012, Pierre Castel est ensuite allé s'établir à Crans-Montana, en Valais, avec son épouse. En 2017, l'Administration fiscale cantonale genevoise a ouvert des procédures contre le milliardaire pour les années fiscales 2007 à 2011. En raison des délais de prescription, les années précédentes ne sont pas concernées. Le média Gotham City précise que le fisc lui reproche d'avoir : « [..] omis de lui indiquer qu'il était à la tête du Groupe Castel et qu'il touchait d'importants dividendes via une fondation au Liechtenstein. Il s'avère que le milliardaire s'était inscrit à Genève sous le nom de Jesus Castel, ce qui lui aurait permis d'échapper à l'attention du fisc trente ans durant. L'administration affirme avoir découvert sa véritable identité à la lecture d'articles de presse »,,. Il est condamné en décembre 2022 à un redressement fiscal de 286 millions de francs suisses par le Tribunal fédéral pour les années fiscales 2007 et 2008. Une autre procédure pour les années 2010 et 2011 le conduit à être condamné à verser 58 millions de francs suisses.
Pierre Castel tire les conséquences de cet épisode en accélérant les donations d'actions à sa fille Romy, puis en quittant officiellement la Suisse pour s'établir à Lisbonne (Portugal). Par ailleurs, fin 2022, la holding luxembourgeoise du groupe, D.F. Holding, absorbe la filiale française Copagef.

### Soutien présumé à des milices
L'ONG américaine The Sentry soupçonne le groupe Castel d'avoir subventionner des milices en Afrique dans le but de faciliter la continuité de ses activités économiques. Une enquête est ouverte par le parquet antiterroriste à la suite de ces soupçons.

## Vie privée
Pierre Castel est marié à Françoise aujourd’hui décédée, et vit à Genève, tout en y étant le plus riche des exilés fiscaux français. Son regret est que ni Romy, son unique fille, née le 28 mai 1974  fille de sa femme Françoise, ni Françoise sa femme n'aient jamais travaillé à ses côtés.
C'est l'élection de François Mitterrand en mai 1981 qui l'a poussé à l'exil en Suisse, car dit-il, « J'ai toujours eu peur des socialistes. Financièrement et économiquement, la France devient dangereuse. Lorsqu'on vous prend plus de 50 % de vos revenus, vous ne pouvez pas l'accepter. D'ailleurs, le bouclier fiscal était une bonne mesure. Mais je suis Français et j'investis beaucoup en France avec l'argent gagné en Afrique. ». Il déteste également l'instabilité réglementaire du monde des affaires en France.
Extrêmement discret sur sa vie privée et professionnelle, ses interviews sont rarissimes et il abhorre les signes extérieurs de richesse et les mondanités. Les seules passions qu'on lui connaissait à l'époque sont le ski et la pêche au gros au large du Sénégal. Son indépendance farouche vis-à-vis du système est ce qui importe pour lui. Ceci implique que ses entreprises ne sont pas cotées en bourse et donc n'ont pas obligation à la publication de leurs comptes sociaux. Ce qui fait qu'il aura fallu de longues investigations à Olivier Blamangin pour reconstituer l'organigramme et les résultats financiers du groupe, avec 240 filiales dans une cinquantaine de pays.
Sa vie se partage entre son bureau parisien des Brasseries et Glacières internationales (BGI), société qui fait la pluie et le beau temps dans la bière en Afrique, et sa propriété des bords du lac Léman, à Genève, d’où il dirige son groupe d’une main de fer.
À Bordeaux, il loge dans le château Barreyres, cru bourgeois du haut-médoc situé à Arcins, dont, bien sûr, il surveille la production.

## Succession
Au sein de sa fratrie, Pierre Castel s'est imposé comme le leader dans les affaires, le plus astucieux et le plus ambitieux. Les cinq branches de la famille, trois générations de sœurs, neveux et nièces de Pierre Castel ont certes pris les commandes des filiales clés du groupe, mais le chef de famille reste le vrai patron et garde un œil sur toutes les décisions stratégiques du groupe.
À la question de savoir à qui et quand Pierre Castel va-t-il passer la main, son neveu Alain Castel, qui gère la branche vin, répond que « Tout est organisé depuis trente ans ». Une chose est sûre, son unique fille Romy ne lui succédera pas.
Toutefois, il ne dément pas la rumeur récurrente d’une « fondation à Gibraltar », censée gérer l’empire après sa disparition. Nul ne sait comment sont réparties les actions du groupe et qui dirigera vraiment l'empire après lui.
Néanmoins, le groupe souhaite tripler son chiffre d’affaires d'ici à 2030 en Asie et en Afrique avec de nouveaux produits[réf. nécessaire].

## Distinctions
- Grand officier de l'ordre de la Valeur du Cameroun (2008)
- Grand officier de l'ordre national de Côte d'Ivoire (2012)

## Fonds de dotation Pierre Castel
Avec sa devise « Agir avec l'Afrique », ce fonds a créé le prix « Pierre Castel » visant à récompenser de jeunes entrepreneurs qui, à travers leurs projets dans les domaines de l'agriculture et de l'agro-alimentaire, contribuent au développement social et sociétal de leur pays. Les premiers prix d'une valeur de 15 000 euros ont été remis en 2018 à Bordeaux avec le Burkina Faso, le Cameroun et la Côte d'Ivoire comme pays participants,.